# Павлове Поле

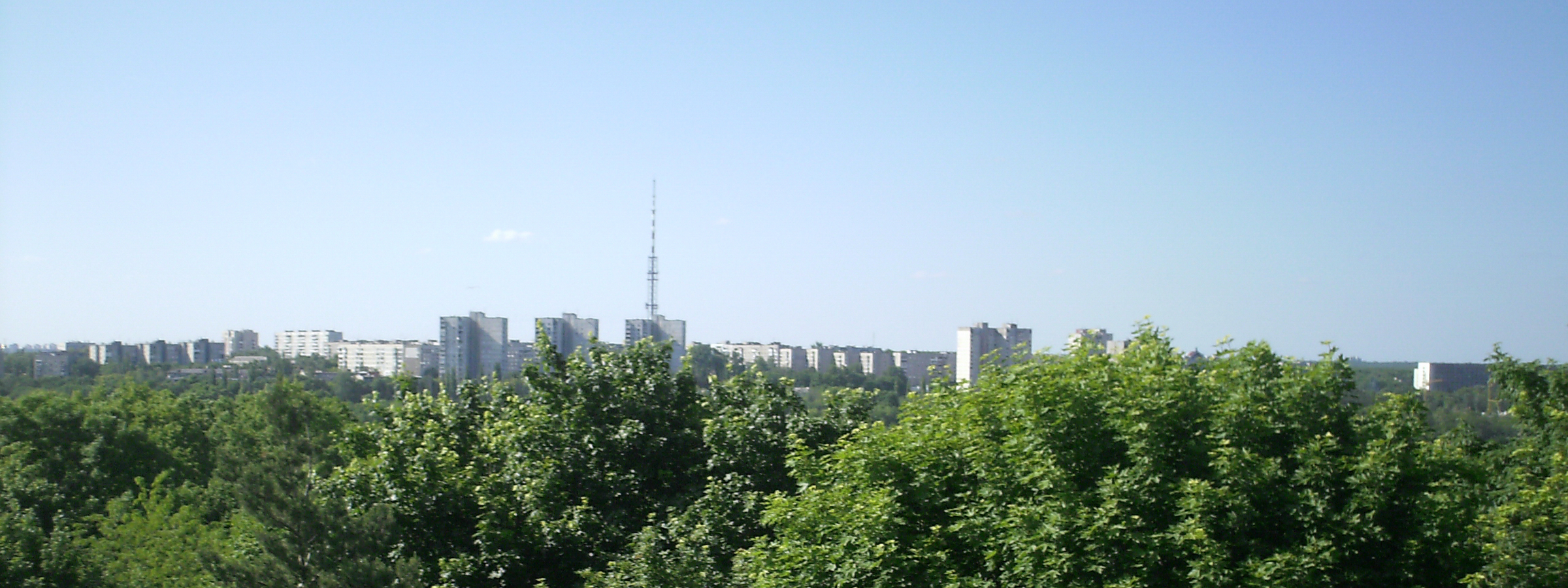
Вигляд з канатної дороги. Внизу Лісопарк

Па́влове По́ле — житловий масив та історичний район міста Харкова, відділений від центральної частини міста Саржиним яром. Названий так за прізвищем купця Павлова, з універсального магазину якого («дому Павлова») було названо Павлівський майдан та якому належала частина (площею близько 300, за іншими джерелами — 400 га) даної, тоді заміської, місцевості в середині XIX століття.

## Географічне положення
Павлово Поле розташоване в центральній частині сучасного Шевченківського адміністративного району міста.
Являє собою вододіл між річками Саржинка та Олексіївка, тобто розташоване між Саржиним та Олексієвським яром, які є його природними межами. З західного схилу Павлова Поля вода стікає в річку Олексіївку, зі східного — в Саржинку.
Павлове Поле має ширину (по перпендикуляру, не по проспекту Науки) в середньому 2,5 км і звужується до 1,8 км в районі вулиці Алупкінської.
- Із заходу район обмежений вулицею Клочківською, за якою починається Стара Павлівка,
- з півдня — відокремлене від Нагорного району Саржиним яром, що проходить крізь Лісопарк до колишнього Комсомольського озера (періодично заболоченого) нижче Інституту невідкладної хірургії,
- зі сходу — відокремлене від Лісопарку вулицею Дерев'янка, по інший бік вулиці розташовано т. зв. Старе Павлово Поле,
- з півночі — відокремлене від Олексіївки Олексіївською балкою з садовими ділянками та вулицею Берегова з гаражами та невеликим Олексіївським ставком-відстійником (Новокомсомольським озером) біля вулиці Клочківської.

## Забудова
Павлове Поле — перший з житлових масивів, створених в післявоєнні роки на вільних територіях з урахуванням програми широкої індустріалізації будівництва на базі домобудівних комбінатів. Показаний на Генеральному плані Харкова 1934 року. Забудова почалася в 1956 році.
У 1958 році інститутом «Харківпроект» було розроблено остаточний проєкт забудови з сучасним, прогресивним на той час, рішенням у вигляді системи п'яти великих мікрорайонів (архітектори Л. М. Тюльпа, А. Г. Григоренко). У плануванні масиву вперше для Харкова застосовані різні принципи мікрорайонування та відображені пошуки різних прийомів організації забудови: периметрально-симетричний (квартали № 1 і 2), рядковий та вільний (мікрорайон № 5), змішаний, з виділенням архітектурних домінант (мікрорайон № 6).
Композиційні осі масиву — проспект Науки та прилегла до нього вулиця 23 Серпня. Забудову вулиці 23 Серпня вздовж бульвару формують 14-поверхові житлові будинки, об'єднані по першому поверху великими магазинами різного призначення. Ця забудова створює силует всього житлового масиву. Автори рішення — архітектори Г. М. Соколовський, Л. Н. Лоєвська та В. С. Васильєв (1965—1977).
Забудова району в цілому була завершена в 1974 році, за винятком Лісопарку, численного приватного сектору та точкової забудови.
За підрахунками на травень 2012 року на Павловому Полі проживало 65600 жителів.

## Транспортні комунікації

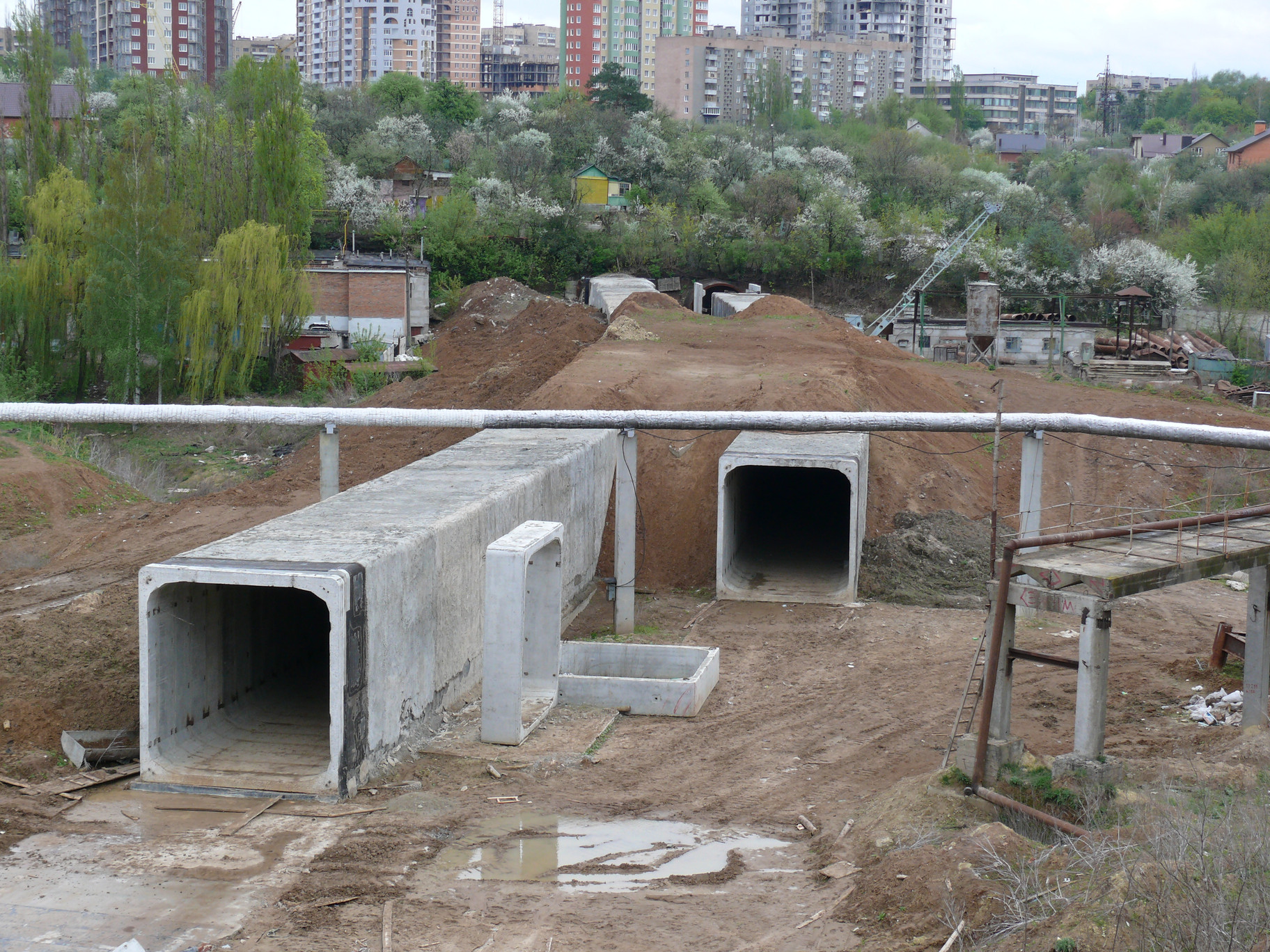
Будівництво метро в Олексіївській балці

Павлове Поле з'єднується:
- з Нагірним районом — проспектом Науки через дамбу,
- з вокзалом «Харків-Пасажирський» та центром міста — Клочківською вулицею,
- з Олексіївкою — вулицями Клочківською та (через Олексіївський віадук) Ахсарова,
- з вулицею Сумською — вулицею Дерев'янка, через міст над Саржиним яром та канатною дорогою від Центрального парку через Саржин Яр.

На Павловому Полі розташовані дві станції Олексіївської лінії метро — «23 Серпня» і «Ботанічний сад». Ця лінія пов'язує район з центром міста, закінчуючись станцією «Метробудівників» в одному напрямку, і з Олексіївкою, закінчуючись станцією «Перемога» — у протилежному.
Є численні лінії тролейбусів (по проспекту Науки, вул. 23 Серпня, вул. Дерев'янка) (№ 2, № 12, № 18, № 40), автобусів та маршрутних таксі.
Трамвая на Павловому Полі немає (проходить повз по Клочківській вулиці (№ 20).

## Будівлі та пам'ятки

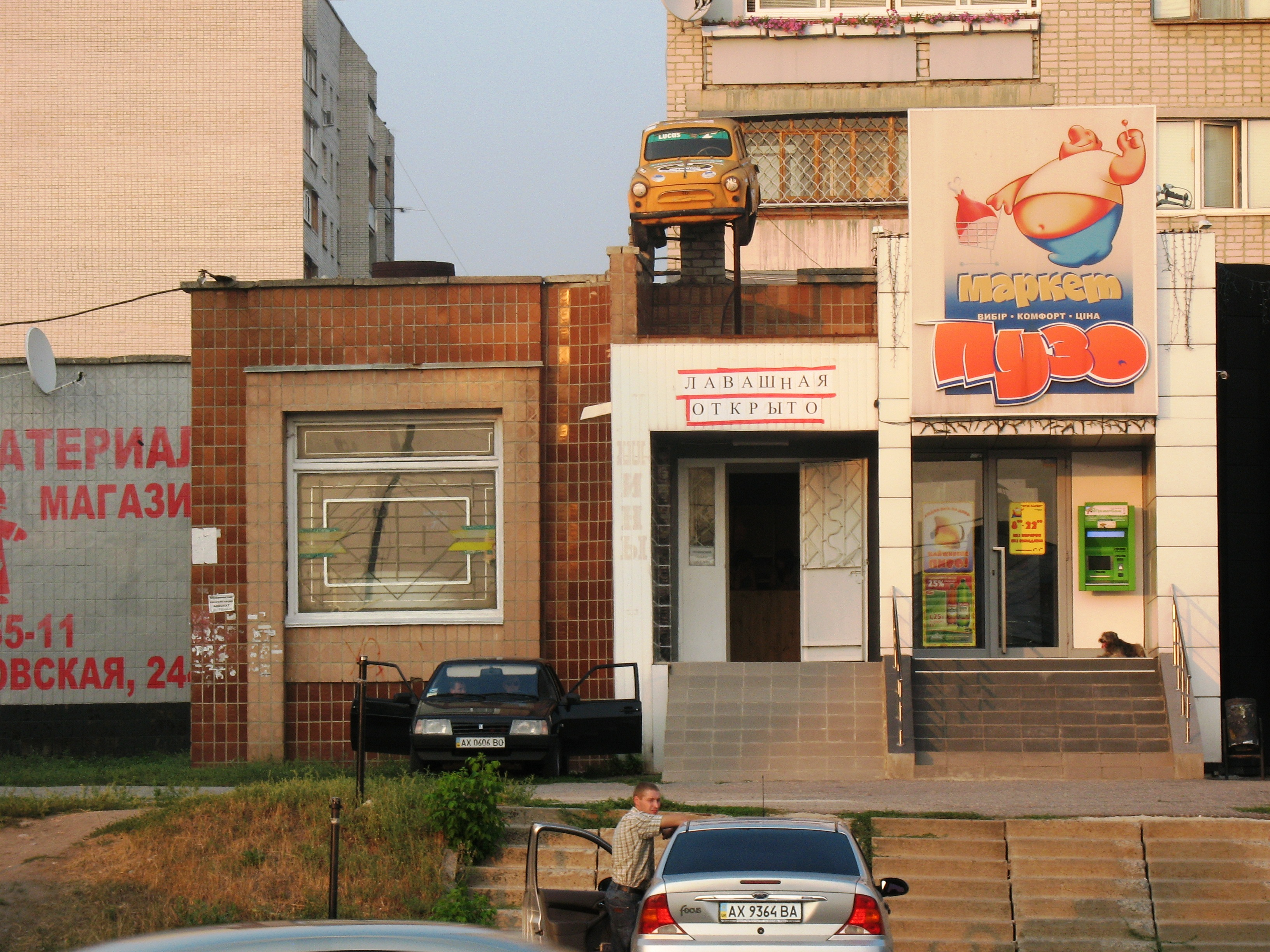
Пам'ятник «горбатому». Клочківська, 244

- Проспект Науки, 27А — готель «Мир». Побудований у 1979 році, архітектори С. Н. Миргородський, Р. Н. Гупало, Н. І. Діденко, І. Н. Іванов, В. В. Савченко; скульптор В. М. Клочков. Чотирнадцятиповерхова будівля розташована в зеленій зоні при в'їзді на Павлово Поле. Композиція будівлі утворена компактною в плані «пластиною» (житлова частина) та підтримуючим її стилобатом, в якому влаштовані вестибюль та ресторанний комплекс. Поруч з готелем працював басейн-фонтан, який у вечірній час підсвічувався, але згодом він припинив діяти.
- Проспект Науки, 47 — Фізико-технічний інститут низьких температур імені Б. І. Вєркіна НАН України. Побудований у 1961—1964 роках, архітектори В. С. Васильєв, Е. Ю. Черкасов, П. І. Арешкін.[6] Комплекс інституту утворений шістьма різноповерховими корпусами, що зв'язані перехідними галереями.
- Проспект Науки, 65 — Різдва Христового Сергіївський храм. Архітектор Віктор Мажейко. Храм має характерну для православних церков архітектуру: три куполи, тріада великих вікон, триярусна дзвіниця. Загальна висота храму — 47,5 метра. В комплекс входять два храми: нижній Сергіївський і верхній Різдва Христового, загальною площею 507 кв. м. Перший камінь у фундамент будівлі закладено в 1996 році. Урочисте освячення храму проведене митрополитом Харківським і Богодухівським Никодимом (УПЦ МП) 11 листопада 2001 року[7].
- Вулиця Олександра Олеся, 8А та 8Б — комплекс спеціалізованих шкіл. Побудований в 1967—1978 роках, архітектори В. Л. Бахтін, К. І. Баканова, Л. Г. Савенко. В комплекс входять музична школа № 9 ім. Сокальського, дитяча хореографічна школа та художня школа № 1 ім. І. Ю. Рєпіна.
- Пам'ятник Воїнам-визволителям, розташований на розі вулиці 23 Серпня та проспекту Науки. Відкритий в 1981 році.
- Вулиця Станіслава Партали, буд. 3, 5, провулок Ігоря Остановича, 1А, 3А — медичний комплекс, розташований в лісовому масиві. На його території розміщені Міська клінічна лікарня швидкої та невідкладної медичної допомоги ім. проф. О. І. Мещанінова, Інститут загальної та невідкладної хірургії ім. В. Т. Зайцева НАМН України, Харківська клінічна лікарня на залізничному транспорті № 1 філії «Центр охорони здоров'я» ПАТ «Українська залізниця» тощо. На території комплексу також працювала міська лікарня № 26, яка у 2006 році була приєднана до лікарні швидкої допомоги.[8] Також на території комплексу розташована каплиця великомученика Пантелеймона (освячена в серпні 2011 року)[9]. Комплекс розташований на піднесеному місці над озером і потопає в зелені. Серед будівель комплексу виділяється будівля Інституту загальної та невідкладної хірургії, що була побудована в 1973 році[10].
- Станція канатної підвісної дороги, розташована на розі вулиць Отакара Яроша і 23 Серпня. Побудована у 1970 році, архітектор І. Є. Попов.
- Харківська телевежа — Розташована в 500 метрах від вулиці Олексія Дерев'янка вглиб лісопарку. Була третьою за висотою (242,5 м) вежею в Україні та найвищою спорудою на території міста. Весь комплекс телецентру запущений в експлуатацію 12 грудня 1981 року. З позначки 140 м і до вершини вежу змонтували з тринадцяти 10-тонних блоків за допомогою вантажних гелікоптерів Мі-10К. 22 квітня 2024 р. телевежа зруйнована російською ракетою Х-59.[11]

Фотографії пам'яток Павлова Поля
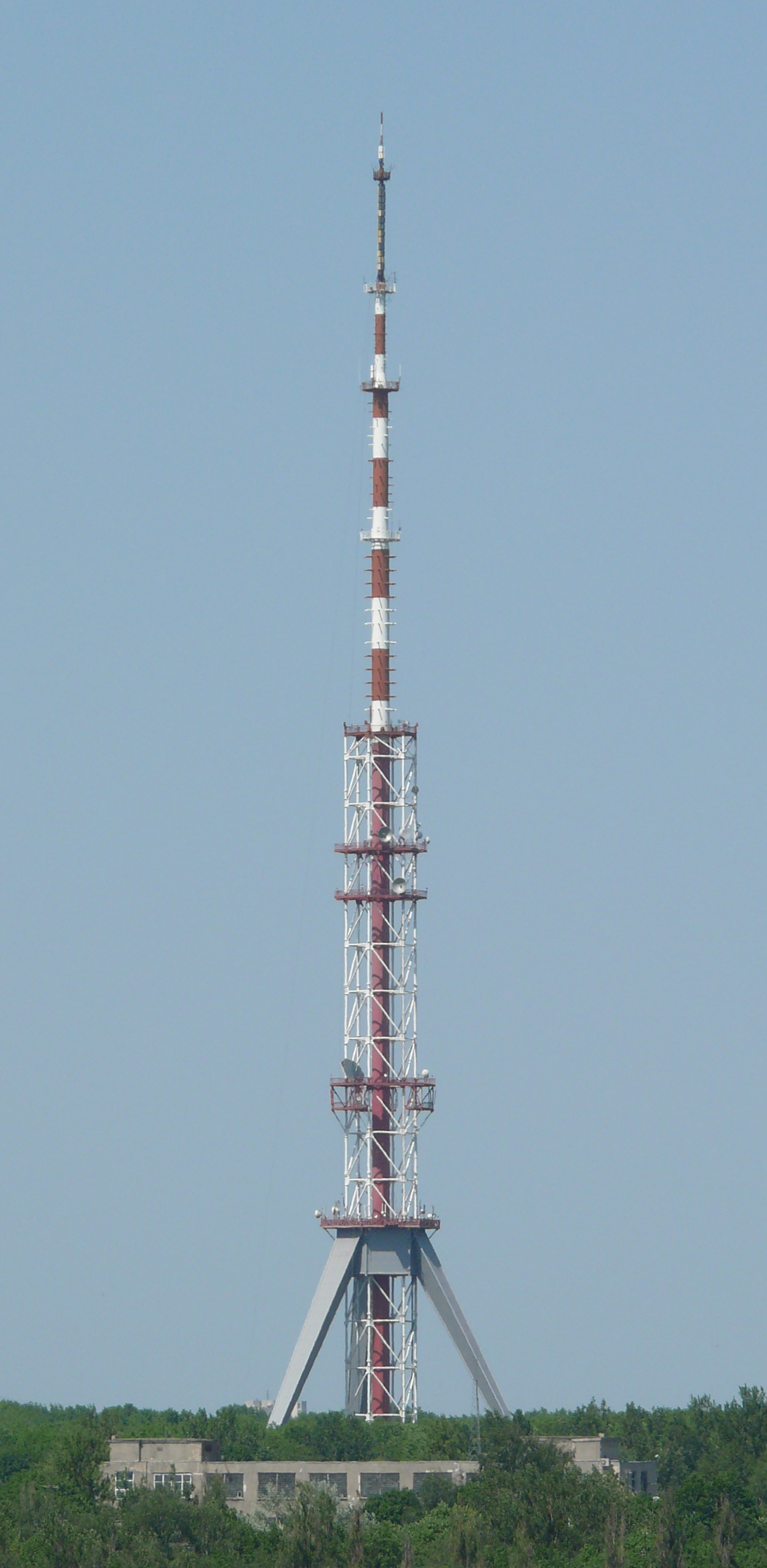
Харківська телевежа
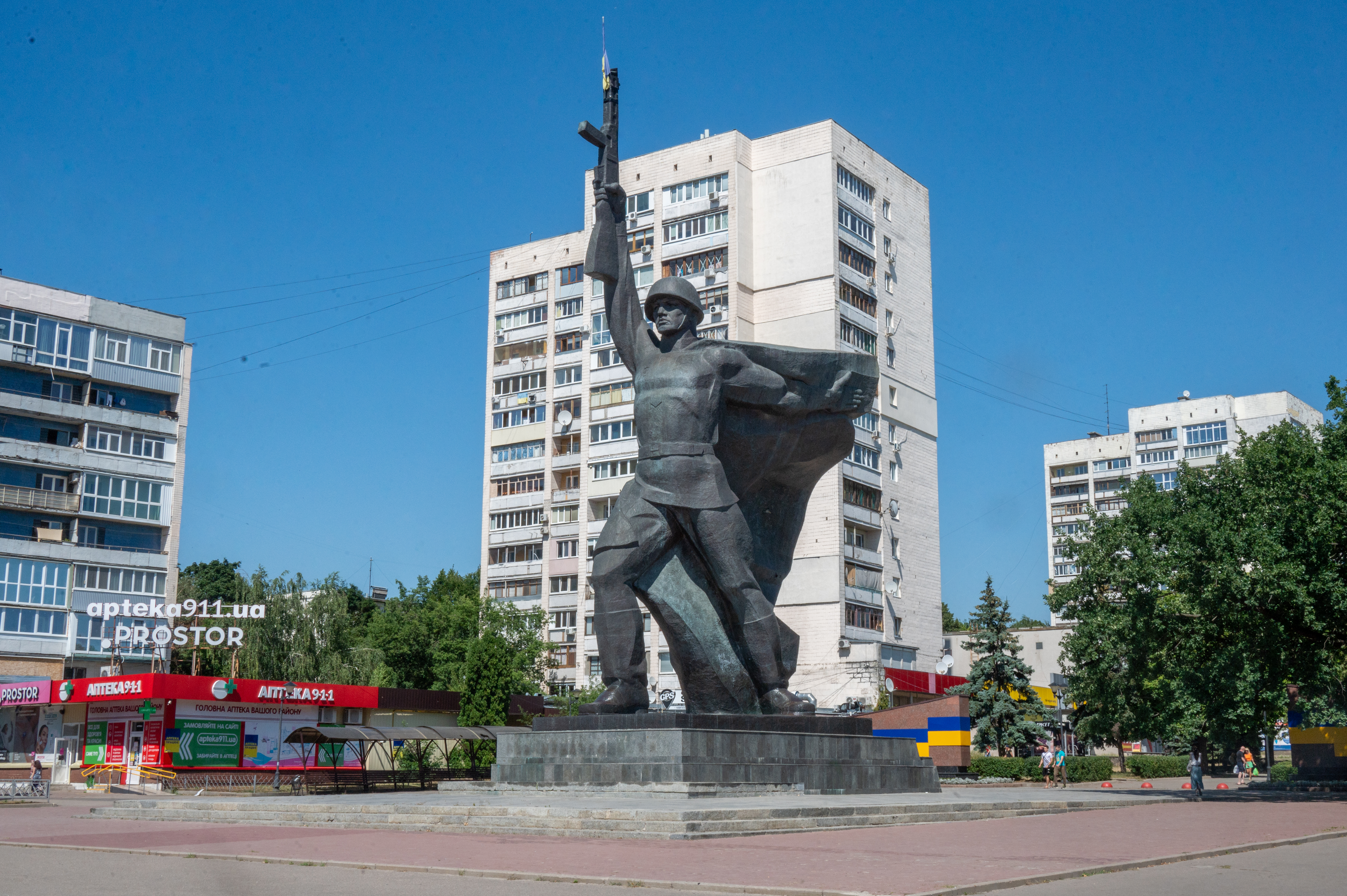
Пам'ятник радянським воїнам-визволителям

### Супутникові фотографії та аерофотознімки
- Метро 23 Серпня, пам'ятник Воїнам-визволителям та проспект Науки з супутника (можна збільшити).
- Телевежа та телецентр з супутника (можна збільшити).
- Павлово Поле 1941 року (німецька аерофотозйомка часів Другої світової війни).